# تاپ سیکرت
تاپ سیکرت (انگلیسی: Top Secret) شرکت خودروسازی ژاپنی است.